# Venezuela na Letních olympijských hrách 1976
Venezuela se účastnila Letní olympiády 1976 v kanadském Montréalu. Zastupovalo ji 32 sportovců (23 mužů a 9 žen) v 6 sportech.

## Medailisté
| Medaile | Jméno         | Sport | Soutěž                           |
| ------- | ------------- | ----- | -------------------------------- |
| Stříbro | Pedro Gamarro | Box   | Muži váha lehká střední do 67 kg |